# Dinitrobenzeen
Dinitrobenzeen of DNB is een organische verbinding met als brutoformule C6H4N2O4. De stof bestaat uit een verbinding van 2 nitrogroepen en een benzeenring. Er bestaan 3 isomeren van dinitrobenzeen:
- 1,2-dinitrobenzeen
- 1,3-dinitrobenzeen
- 1,4-dinitrobenzeen

## Structuurformules

Structuurformule van 1,2-dinitrobenzeen
Structuurformule van 1,3-dinitrobenzeen
Structuurformule van 1,4-dinitrobenzeen